# Gaby Hoffmann
Gabriella Mary Antonia 'Gaby' Hoffmann (New York, 8 januari 1982) is een Amerikaanse actrice.

## Biografie
Hoffmann groeide op bij haar moeder zonder haar vader, en heeft tot 1993 in hotel Chelsea gewoond in New York.

## Filmografie

### Films
- 2025 The Mastermind - als Maude
- 2024 Little Death - als Martin 2.0
- 2021 C'mon C'mon - als Viv
- 2014 Manhattan Romance – als Emmy
- 2014 Wild - als Aimee
- 2014 Lyle - als Leah
- 2014 Veronica Mars - als Ruby Jetson
- 2014 Obvious Child - als Nellie
- 2013 Goodbye World – als Laura Shepherd
- 2013 All That I Am – als Susan
- 2013 Crystal Fairy & the Magical Cactus and 2012 – als Crystal Fairy
- 2012 Nate and Margaret – als Darla
- 2011 The Surrogate Mary – als Sally
- 2011 Wolfe with an E – als Karen
- 2010 13 – als Clara Ferro
- 2009 Life During Wartime – als Wanda
- 2009 The Eastmans – als dr. Sally Eastman
- 2007 Severed Ways: The Norse Discovery of America – als vrouw van Orn
- 2001 Perfume – als Gabrielle Mancini
- 2000 You Can Count on Me – als Sheila
- 1999 Black and White – als Raven
- 1999 Coming Soon – als Jenny Simon
- 1999 200 Cigarettes – als Stephie
- 1998 Snapped – als Tara
- 1998 Strike! – als Odette
- 1997 Volcano – als Kelly Roark
- 1996 Everyone Says I Love You – als Lane
- 1995 Now and Then – als Samantha
- 1995 Whose Daughter Is She? – als Andrea Eagerton
- 1995 Freaky Friday – als Annabelle Andrews
- 1993 The Man Without a Face – als Megan Norstadt
- 1993 Sleepless in Seattle – als Jessica
- 1992 This Is My Life – als Opal Ingels
- 1989 Uncle Buck – als Maizy Russell
- 1989 Field of Dreams – als Karin Kinsella

### Televisieseries
Uitgezonderd eenmalige gastrollen.
- 2024 Eric
- 2022 Winning Time: The Rise of the Lakers Dynasty - als Claire Rothman - 10 afl.
- 2014-2019 Transparent - als Ali Pfefferman - 42 afl.
- 2014-2017 Girls - als Caroline Sackler - 8 afl.
- 1994 Someone Like Me – als Gaby Stepjak – 5 afl.

## Prijzen

### Primetime Emmy Awards
- 2016 in de categorie Uitstekende Actrice in een Bijrol in een Televisieserie met de televisieserie Transparent - genomineerd.
- 2015 in de categorie Uitstekende Actrice in een Bijrol in een Televisieserie met de televisieserie Transparent - genomineerd.
- 2015 in de categorie Uitstekende Actrice in een Bijrol in een Televisieserie met de televisieserie Girls - genomineerd.

### Screen Actors Guild Awards
- 2016 in de categorie Uitstekende Optreden door een Cast in een Televisieserie met de televisieserie Transparent - genomineerd.

### Young Artist Awards
- 1996 in de categorie Beste Optreden door een Jonge Cast in een Fim met de film Now and Then - genomineerd.
- 1995 in de categorie Beste Komiek in een Televisieserie emt de televisieserie Someone Like Me - genomineerd.
- 1994 in de categorie Beste Jonge Actrice in een Film met de film The Man Without a Face - genomineerd.
- 1993 in de categorie Beste Jonge Actrice onder 10 Jaar in een Film met de film This Is My Life - genomineerd.
- 1990 in de categorie Beste Jonge Actrice in een Bijrol in een Film met de film Field of Dreams - gewonnen.

### YoungStar Awards
- 1997 in de categorie Beste Optreden door een Jonge Actrice in een Film met de film Everyone Says I Love You - genomineerd.

- Bibliothèque nationale de France: cb140526586 (data)
- Gemeinsame Normdatei: 14377011X
- International Standard Name Identifier: 0000 0001 1563 1700
- Library of Congress Control Number: no96019667
- Nationale Bibliotheek van Tsjechië: xx0331528
- Nationale Bibliotheek van Israël: 987012384877605171
- Nationale Bibliotheek van Polen: a0000002116411
- SNAC: w6vm5857
- Système universitaire de documentation: 186355009
- Virtual International Authority File: 27269490
- WorldCat: E39PBJxxkdvgvv8VCyJKddY9Dq